# محمدرضا اخباری
محمدرضا اخباری  (زادهٔ ۲۶ بهمن ۱۳۷۱ در اصفهان) بازیکن فوتبال اهل ایران است که در پست دروازه‌بان برای باشگاه فوتبال سپاهان در لیگ خلیج فارس بازی می‌کند.وی در تیم های مختلفی از جمله سایپا،تراکتور و گل گهر بازی کرده است.

## دوران باشگاهی

### تراکتور
اولین حضور محمدرضا اخباری در تراکتور در سال ۱۳۹۴ رقم خورد که جهت انجام خدمت سربازی با قراردادی قرضی به تراکتور پیوست.

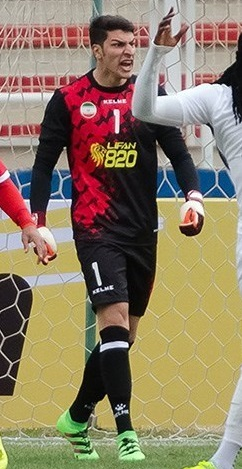
محمدرضا اخباری با پیراهن تراکتور

### سایپا
بعد از اتمام خدمت سربازی علیرغم تمایل باشگاه تراکتور و شخص اخباری جهت عقد قرارداد دائم، مخالفت‌های علی دایی باعث برگشت او به سایپا گردید.

### تراکتور
او در دی ماه ۱۳۹۷ با قراردادی سفید به تیم تراکتور پیوست.
محمدرضا اخباری در جام حذفی فوتبال ایران ۹۹–۱۳۹۸ با وجود مصدومیت در تمرین‌های تراکتور دو بازی حساس نیمه نهایی مقابل نفت مسجد سلیمان و فینال مقابل استقلال تهران به میدان رفت و نمایش تحسین‌برانگیزی از خود به‌جای گذاشت.
وی در لیگ برتر فوتبال ایران ۰۱–۱۴۰۰ ایران بعد از حواشی ناشی از جدایی مسعود شجاعی و اشکان دژاگه از تراکتور به عنوان کاپیتان اول سرخ پوشان آذربایجانی بازوبند کاپیتانی را به بازو بست.
اخباری پس از انجام صدمین بازی خود با پیراهن تراکتور در لیگ برتر از سوی باشگاه به رسم یادبود و قدردانی از تلاش‌های این سنگربان باتجربه، پیراهن شماره ۱۰۰ را به او اهدا کرد.

#### لیگ قهرمانان آسیا
سنگربان تراکتور، با ۵ کلین شیت بهترین دروازه‌بان مرحله گروهی لیگ قهرمانان آسیا ۲۰۲۱ شد واکنش‌های عالی وی در چهارچوب تراکتور یکی از اصلی‌ترین عوامل صعود سرخ پوشان ایرانی به مرحله حذفی لیگ قهرمانان آن سال بوده‌است.

## دوران ملی
محمد رضا اخباری به‌همراه تیم ملی فوتبال امید ایران در بازی‌های آسیایی ۲۰۱۴ اینچئون بازی کرده‌است.
او همچنین دروازه‌بان تیم ملی المپیک ایران در انتخابی المپیک ۲۰۱۶ بود که در نهایت با شکست مقابل ژاپن، حذف و از راهیابی به المپیک بازماندند.
و در سال ۲۰۱۶ به تیم ملی فوتبال ایران دعوت شد و یک بازی با پیراهن تیم ملی انجام داد.
محمدرضا اخباری با درخشش در مرحله انتخابی جام باشگاه‌های آسیا و انتخاب به عنوان بهترین دروازه‌بان مرحلهٔ گروهی آن رقابت‌ها بار دیگر توسط دراگان اسکوچیچ سرمربی وقت تیم ملی در ماه مه ۲۰۲۰ بار دیگر به تیم ملی دعوت شد.
او تنها بازی ملی خود را در برابر قرقیزستان انجام داد که با برتری ۶ بر ۰ ایران به پایان رسید.

## افتخارات

### تراکتور
- جام حذفی ایران
  - قهرمان(۶): از ۱۳۹۲ تا ۱۳۹۸
  - لیگ برتر خلیج فارس
  - قهرمان (۳) : از ۱۳۹۵ تا ۱۳۹۷
  - قهرمان سوپر جام (۲) : از ۱۳۹۵ تا ۱۳۹۶